# Provincia di Mindoro Orientale
La provincia di Mindoro Orientale (in inglese: Oriental Mindoro, in filippino: Silangang Mindoro) è una provincia delle Filippine nella regione del Mimaropa.
Il capoluogo provinciale è Calapan.

## Geografia antropica

### Suddivisioni amministrative
La provincia di Mindoro Orientale è divisa in una città componente e 14 municipalità.

#### Città componente
- Calapan

#### Municipalità
- Baco
- Bansud
- Bongabong
- Bulalacao
- Gloria
- Mansalay
- Naujan
- Pinamalayan
- Pola
- Puerto Galera
- Roxas
- San Teodoro
- Socorro
- Victoria